# Saneczkarstwo na Zimowych Igrzyskach Olimpijskich Młodzieży 2012 – dwójki chłopców
Saneczkarskie dwójki chłopców na Zimowych Igrzyskach Olimpijskich Młodzieży 2012 odbyły się w dniu 16 stycznia na torze w Igls. Młodzieżowymi mistrzami olimpijskimi zostali Włosi Florian Gruber i Simon Kainzwaldner, srebro wywalczyła dwójka niemiecka Tim Brendl i Florian Funk, a brąz przypadł parze amerykańskiej Ty Andersenowi i Patowi Edmundowi.

## Wyniki
| Pozycja | Nr | Zawodnicy                                    | Kraj       | 1. Zjazd | 2. Zjazd | Łącznie  | Strata |
| ------- | -- | -------------------------------------------- | ---------- | -------- | -------- | -------- | ------ |
|         | 6  | Florian Gruber Simon Kainzwaldner            | Włochy     | 42.590   | 42.604   | 1:25.194 | -      |
|         | 8  | Tim Brendl Florian Funk                      | Niemcy     | 42.700   | 42.658   | 1:25.358 | +0.164 |
|         | 5  | Ty Andersen Pat Edmund                       | USA        | 42.817   | 42.949   | 1:25.766 | +0.572 |
| 4       | 2  | Yury Kalinin Sergey Belyaew                  | Rosja      | 43.000   | 42.946   | 1:25.946 | +0.752 |
| 5       | 1  | Jozef Čikovský Patrik Tomaško                | Słowacja   | 42.930   | 43.018   | 1:25.948 | +0.754 |
| 6       | 10 | Lorenz Koller Thomas Steu                    | Austria    | 43.013   | 42.999   | 1:26.012 | +0.818 |
| 7       | 9  | Imants Marcinkēvičs Kristens Putins          | Łotwa      | 43.415   | 42.985   | 1:26.400 | +1.206 |
| 8       | 4  | Cosmin Eugen Atodiresei Ștefan Musei         | Rumunia    | 43.513   | 43.589   | 1:27.102 | +1.908 |
| 9       | 11 | Jakub Grzegorz Firlej Mateusz Robert Woźniak | Polska     | 43.498   | 43.805   | 1:27.303 | +2.109 |
| 10      | 7  | Stanisław Maltsew Oleg Faszhutdinow          | Kazachstan | 44.007   | 43.451   | 1:27.458 | +2.264 |
|         | 3  | Wołodymyr Buryy Anatolii Lehedza             | Ukraina    | 44.028   | DNS      | DNS      | DNS    |